# Obsjtina Simeonovgrad
Obsjtina Simeonovgrad (bulgariska: Община Симеоновград) är en kommun i Bulgarien.   Den ligger i regionen Chaskovo, i den centrala delen av landet, 220 km öster om huvudstaden Sofia. Antalet invånare är 6 626. Arean är 77 kvadratkilometer.
Terrängen i Obsjtina Simeonovgrad är huvudsakligen platt.
Obsjtina Simeonovgrad delas in i:
- Kalugerovo
- Konstantinovo
- Navăsen
- Svirkovo
- Trojan
- Tianevo

Följande samhällen finns i Obsjtina Simeonovgrad:
- Simeonovgrad

Trakten runt Obsjtina Simeonovgrad består till största delen av jordbruksmark. Runt Obsjtina Simeonovgrad är det ganska glesbefolkat, med 38 invånare per kvadratkilometer.